# 足枷
足枷（あしかせ）とは、脚の自由を奪う器具。
2個の半円形の切り込みがある2枚の厚い板を組み合わせると足を拘束することが出来る器具。
桎梏という語があり、桎は足枷で梏は手枷の意で自由を阻害された状態を意味する。

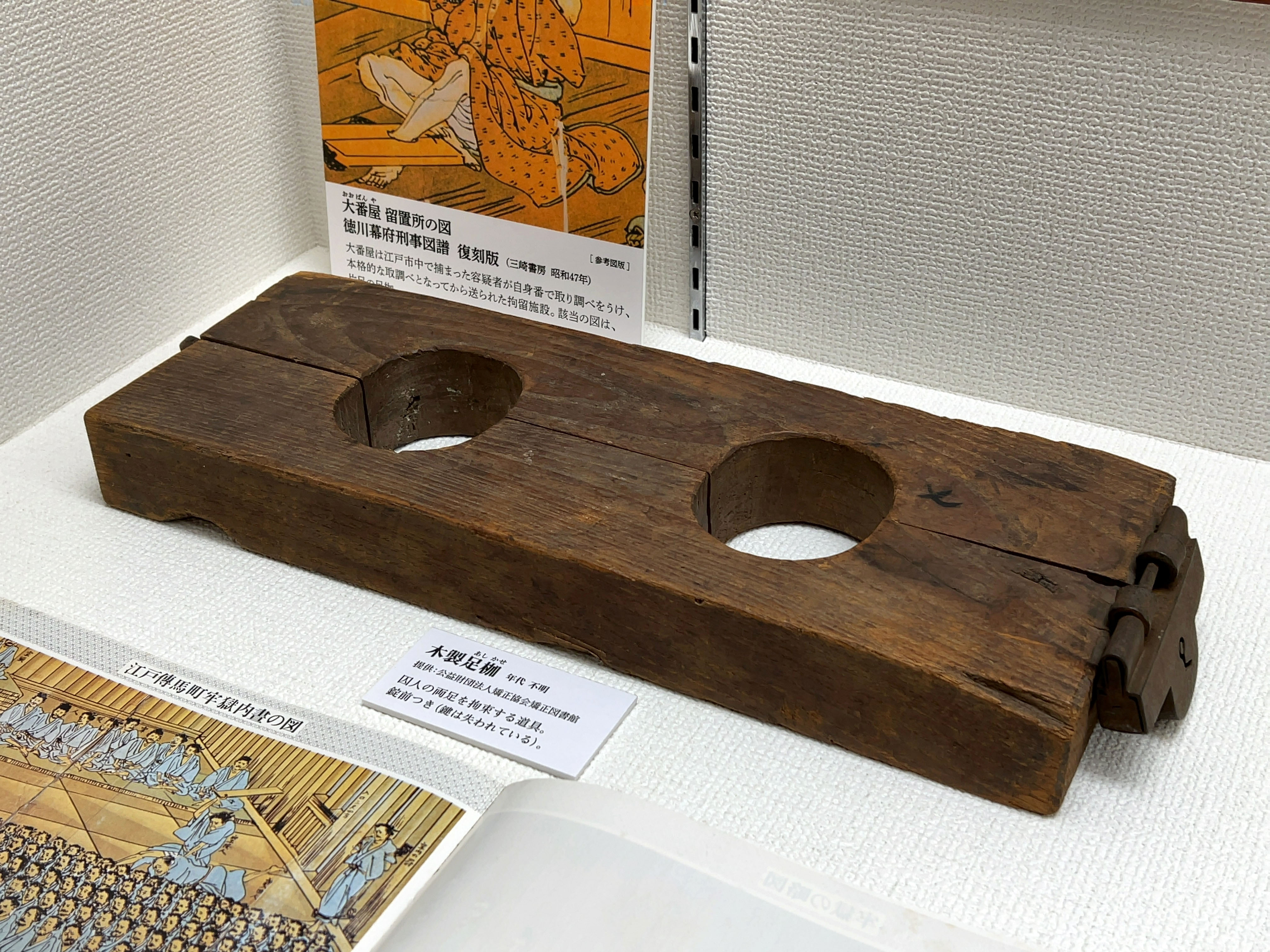
日本の足枷
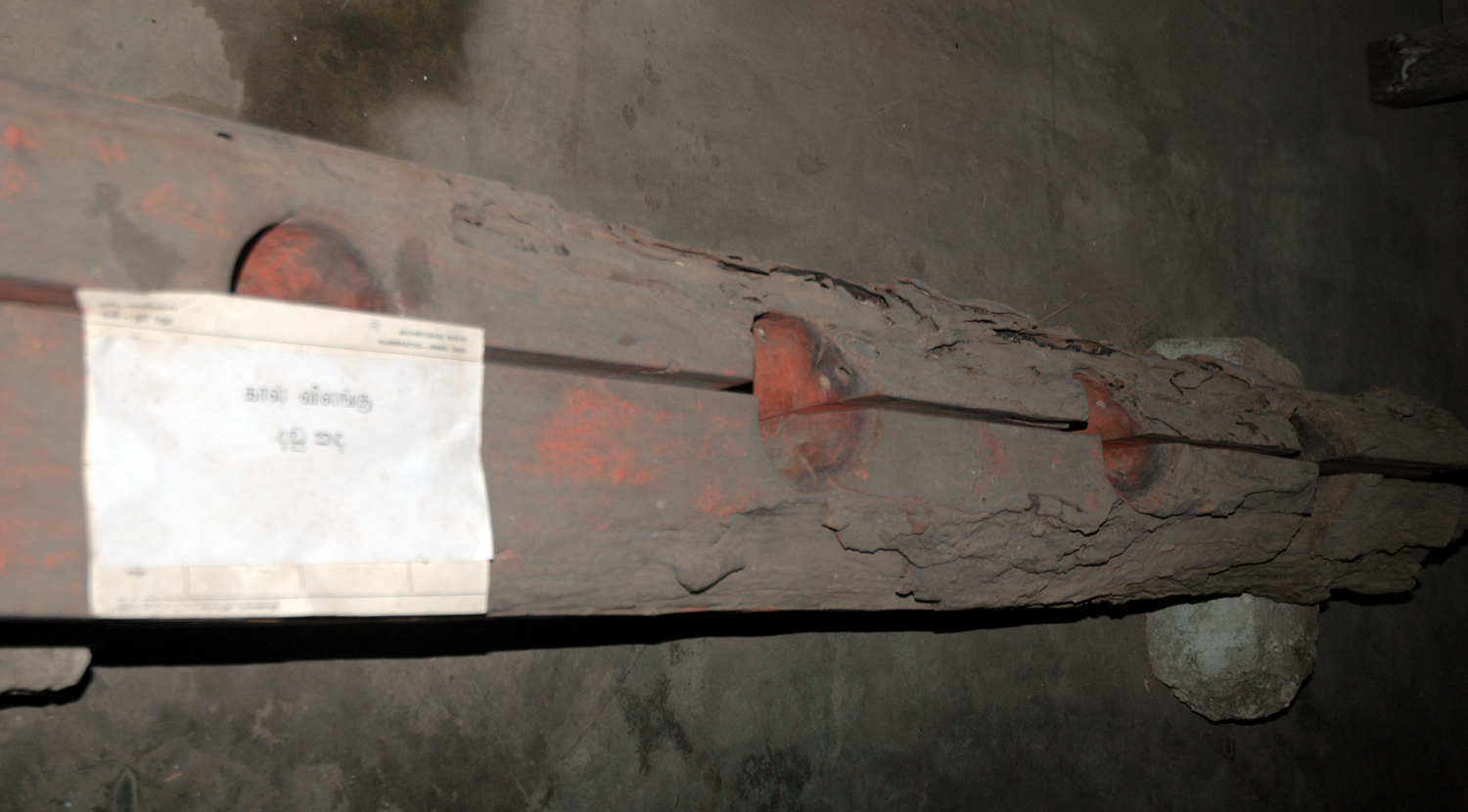
スリランカの足枷
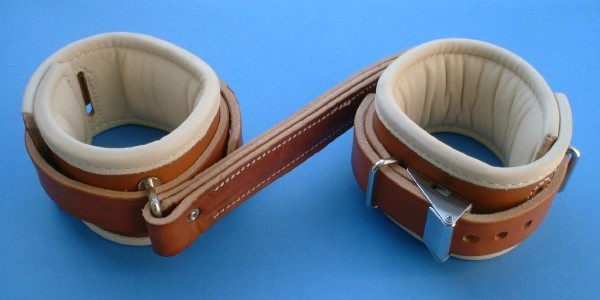
医療機関用の足枷

## 歴史
西洋では聖書の『サムエル記』などに記述を見ることができる。日本では『令義解』などに見ることが出来る。